# Лі Чун Хван
Лі Чун Хван (кор. 이준환; 19 червня 2002, Кумі, Північний Кьонсан, Південна Корея) — південнокорейський дзюдоїст, бронзовий призер Олімпійських ігор 2024 року, призер чемпіонатів світу, чемпіон Азії, призер Азійських ігор.

## Виступи на Олімпіадах
| Олімпіада  | Дисципліна      | Місце |
| ---------- | --------------- | ----- |
| Париж 2024 | до 81 кг        | 3     |
| Париж 2024 | змішана команда | 3     |

## Зовнішні посилання
- Лі Чун Хван на сайті International Judo Federation (англійська)
- Лі Чун Хван на сайті JudoInside.com (англійська)
- Лі Чун Хван на сайті AllJudo.net (французька)
- Лі Чун Хван на сайті Olympics.com (англійська)